# Haborym: Book of Angels Volume 16
Haborym: Book of Angels Volume 16 es un álbum con obras de John Zorn e interpretadas por el Masada String Trio. Es el decimosexto disco del segundo libro Masada, "The Book of Angels".

## Recepción
Stef Gijssels declaró: "Sabiendo que Zorn compone álbumes como este en unas pocas horas, te preguntas cuánto de la música es el resultado de la contribución de los músicos en algunas melodías incompletas y direcciones armónicas. Cualquiera sea la realidad, la interacción entre los tres virtusos es deslumbrante, juntando su bolsa increíblemente amplia de géneros y estilos musicales en una gran mezcla que puede cambiar tan fácilmente del clásico al jazz a la música folclórica y la nueva música que rompe fronteras, a veces todo en una pista".

## Lista de pistas
Todas las  composiciones por John Zorn
1. "Turel" - 6:20
2. "Tychagara" - 3:39
3. "Carniel" - 4:42
4. "Murciélago Qol" - 2:55
5. "Gamrial" - 6:40
6. "Elimiel" - 3:04
7. "Techial" - 2:05
8. "Umikol" - 2:30
9. "Malkiel" - 4:23
10. "Raamiel" - 6:24
11. "Gergot" - 3:48

## Intérpretes / integrantes
- Mark Feldman - violín
- Erik Friedlander - violonchelo
- Greg Cohen - contrabajo